# Aiki-ken
 Der er for få eller ingen kildehenvisninger i denne artikel, hvilket er et problem. Du kan hjælpe ved at angive troværdige kilder til de påstande, som fremføres i artiklen.

Aiki-ken er en betegnelse for kampsportsteknikken til at bruge et nihontō, som Morihiro Saito benyttede, da han underviste i Morihei Ueshibas gamle dojo i Iwama. 
Overordnet set består aiki-ken-pensummet af:
- 7 suburi
- 3 awase øvelser (1., 5. og 7. awase)
- 5 kumitachi
- Ki musubi no tachi (oto nashi no ken)

Herudover findes et utal af variationer.
| Sport | Spire Denne artikel om sport er en spire som bør udbygges. Du er velkommen til at hjælpe Wikipedia ved at udvide den. |